# 拉德恰 (伊凡諾-法蘭科夫斯克州)
48°51′6″N 24°39′40″E / 48.85167°N 24.66111°E
拉德恰（羅馬化：Radcha）是烏克蘭西部的村莊，隸屬伊萬諾-弗蘭科夫斯克州的伊萬諾-弗蘭科夫斯克區。該村始建於1606年，面積16.5平方公里，2024年人口3,062，人口密度每平方公里185.7人。